# My Mind Right
My Mind Right (Remix) è il primo singolo del rapper statunitense Memphis Bleek, pubblicato il 5 marzo del 2000 ed estratto dal suo secondo album, The Understanding. La canzone, distribuita da Get Low, Def Jam e Roc-A-Fella, è prodotta da Dame Dash e vede la partecipazione di Jay-Z, Beanie Sigel ed H. Money Bags.

## Tracce

### CD
1. My Mind Right (Radio Edit)
2. My Mind Right (Instrumental)

## Classifiche

### Classifiche settimanali
| Classifica (2000)        | Posizione massima |
| ------------------------ | ----------------- |
| US Hot R&B/Hip-Hop Songs | 85                |
| US R&B/Hip-Hop Airplay   | 67                |